# Babar, Algérie
Babar là một đô thị thuộc tỉnh Khenchela, Algérie. Dân số thời điểm năm 2002 là 28.182 người.